# Bungarus flaviceps
Espèce
Statut de conservation UICN

 LC  : Préoccupation mineure
Bungarus flaviceps ou bongare à tête rouge est une espèce de serpents de la famille des Elapidae. 
Comme tous les Bungarus, c'est un serpent très venimeux. 

## Habitat et répartition
Le bongare à tête rouge vit dans les terres vallonnées de faible altitude.
Cette espèce se rencontre :
- au Viêt Nam ;
- au Cambodge ;
- en Thaïlande ;
- en Birmanie ;
- en Malaisie ;
- à Singapour ;
- en Indonésie à Sumatra, à Bangka, à Belitung, à Java et au Kalimantan.

## Description
Le bongare à tête rouge a un  corps noir ou gris foncé, une tête et une queue rouge ou orange vif. Il mesure au maximum 2 mètres.
Ce serpent est actif aussi bien le jour que la nuit, contrairement aux autres serpents du genre Bungarus qui ne sont actifs que la nuit. 
Il semble qu'il soit beaucoup moins agressif que les autres Bungarus et donc, pour cette raison, qu'il y ait très peu de victimes humaines à déplorer.

## Liste des sous-espèces
Selon The Reptile Database (12 février 2014) :
- Bungarus flaviceps flaviceps Reinhardt, 1843
- Bungarus flaviceps baluensis Loveridge, 1938

## Publications originales
- Loveridge, 1938 : New snakes of the genera Calamaria, Bungarus and Trimeresurus from Mt. Kinabalu, North Borneo. Proceedings of the Biological Society of Washington, vol. 51, p. 43-46 (texte intégral).
- Reinhardt, 1843 : Beskrivelse af nogle nye Slangearter. Det Kongelige Danske videnskabernes Selskabs Skrifter, vol. 10, p. 233-279 (texte intégral).